# Alderiopsis
Alderiopsis is een geslacht van weekdieren uit de klasse van de Gastropoda (slakken).

## Soorten
- Alderiopsis garfio Caballer, Ortea & Espinosa, 2006
- Alderiopsis nigra (Baba, 1937)